# Olax emirnensis
Olax emirnensis är en tvåhjärtbladig växtart som beskrevs av John Gilbert Baker. Olax emirnensis ingår i släktet Olax och familjen Olacaceae. Inga underarter finns listade i Catalogue of Life.